# IC 1798
IC 1798 је елиптична галаксија у сазвјежђу Ован која се налази на листи објеката дубоког неба у Индекс каталогу.
Деклинација објекта је + 13° 25' 51" а ректасцензија 2h 26m 15,5s. Привидна величина (магнитуда) објекта IC 1798 износи 15,5 а фотографска магнитуда 16,5.